# Satisficing
Satisficing (auf Deutsch Satisfizierung oder Anspruchserfüllung) ist der Anglizismus einer von Herbert A. Simon stammenden Wortschöpfung und ein Kofferwort aus den englischen Wörtern satisfying (deutsch „zufriedenstellend“) und suffice (deutsch „genügen“). Der Begriff wird in den Wirtschaftswissenschaften, in der psychologischen Entscheidungstheorie und in der Kybernetik verwendet.

## Beschreibung
Das Satisficing stellt eine Heuristik für Mehrzielentscheidungen dar, beispielsweise wie ein Unternehmen aus verschiedenen Möglichkeiten mit teilweise gegenläufigen Effekten die möglichst optimale Maßnahme auswählt oder wie ein Budget zum Kauf verschiedener Güter eingesetzt werden sollte. Derartige Entscheidungsprobleme haben einerseits eine hohe Komplexität, andererseits gibt es oft eine Vielzahl von pareto-optimalen Lösungen.
Der Ansatz der traditionellen Wirtschaftswissenschaften verwendet für derartige Probleme eine Nutzenfunktion, die dann unter Randbedingungen mathematisch optimiert wird. Voraussetzung ist jedoch, dass die Nutzenfunktionen bestimmbar und analytisch zugänglich sind und Entscheider sich vollständig rational verhalten.
Da diese Voraussetzungen in der Realität meist nicht gegeben sind, wurde in neuerer Zeit aus der empirischen Wirtschaftsforschung heraus das Konzept der begrenzten Rationalität entwickelt.  Entscheider verfolgen hiernach einen heuristischen Ansatz: Entscheidungen sind nicht optimal, sondern nur so gut wie möglich. Beim Satisficing wird also Aufwand für die Suche nach einer Lösung bei der Kosten-Nutzen-Analyse berücksichtigt.
Satisficing beschreibt dabei ein Verhalten, bei dem in einer Entscheidungssituation die erstbeste Möglichkeit gewählt, die den angestrebten Zweck erfüllt. Ziele werden dabei in Form von Anspruchsniveaus   formuliert, wobei sich ein Anspruchsniveau im Zeitablauf jedoch ändern kann. Wird nach längerer Alternativensuche keine Möglichkeit gefunden, das Anspruchsniveau zu erfüllen, so wird dieses gesenkt. Auch können günstige oder ungünstige Umweltänderungen zu einer Anspruchsanpassung führen und die Suche nach neuen Alternativen auslösen.
Eine konkrete algorithmische Umsetzung des Satisficing stellt die Anspruchsanpassungstheorie von Reinhard Selten dar.

## Möglichkeiten der Satisfizierung
Laut:Helmut Laux: Entscheidungstheorie. 6. Auflage. Springer, Berlin/Heidelberg/New York 2005, ISBN 3-540-23576-0, S. 54 ff.

### Einschränkungen
Menschen wollen zwar rational handeln, sind aber durch begrenzte Kapazitäten bei der Aufnahme und Verarbeitung von Informationen eingeschränkt:
- Es sind nicht alle Alternativen bekannt bzw. werden in Erwägung gezogen.
- Es ist nicht immer klar, welche Konsequenzen die jeweilige Alternative hat.
- Konsequenzen treten in einer Zukunft ein. Der eigene zukünftige Zustand kann oft nicht gut eingeschätzt werden. Das betrifft besonders veränderte Bewertungen des Nutzens bzw. Sinns einer Handlung. Mögliche Hintergründe sind höherstufige Wünsche oder auch grundsätzlich gewandelte Wertvorstellungen.

### Erste Lösung
Menschen maximieren nicht, sondern wählen die erste befriedigende Lösung. Was als befriedigend betrachtet wird, ist abhängig vom individuellen Anspruchsniveau.
- Das Anspruchsniveau orientiert sich an den Erfahrungen des Individuums:
  - Wird das Anspruchsniveau über längere Zeit nicht befriedigt, so sinkt es.
  - Wird das Anspruchsniveau ohne größere Mühe erreicht, so erhöht es sich.